# 21414 Blumenthal
21414 Blumenthal este un asteroid din centura principală de asteroizi.

## Descriere
21414 Blumenthal este un asteroid din centura principală de asteroizi. A fost descoperit pe 20 martie 1998 la Socorro, New Mexico, în cadrul proiectului LINEAR. Asteroidul prezintă o orbită caracterizată de o semiaxă mare de 2,41 ua, o excentricitate de 0,25 și o înclinație de 11,8° în raport cu ecliptica.